# Репинский, Козьма Григорьевич
Козьма Григорьевич Репинский (1796—1876) — действительный тайный советник, сенатор, сотрудник Сперанского по его кодификационным работам.

## Биография
Сын сельского священника. Окончив в 1816 г. курс наук в Пензенской Духовной Семинарии, он, по рекомендации ректора её, архимандрита Аарона, был принят на службу в чине губернского регистратора в Канцелярию Пензенского гражданского губернатора, которым тогда состоял M. M. Сперанский. Случайная служебная встреча со Сперанским предопределила всю дальнейшую чиновничью карьеру Репинского: начиная с 1817 г. и до самой смерти Сперанского Репинский следовал за своим патроном по всем канцеляриям, его обслуживавшим, исполняя в то же время обязанности личного его секретаря. В молодом Репинском рано проявились ценные канцелярские способности.
До нас дошли указания на то, что уже в первые годы службы Репинского Сперанский ценил в нём «скромность и верность». В те же годы будущий декабрист Г. С. Батенков, служивший с Репинским в канцелярии Сибирского генерал-губернатора, отзывался о нём, как о человеке ученом, верном и честном. Перевод Репинского из Пензы в канцелярию Сибирского генерал-губернатора состоялся в 1819 г., — одновременно с назначением на пост генерал-губернатора Сперанского. В 1821 г., вслед за возвратившимся в Петербург Сперанским, Репинский был прикомандирован к делопроизводству Сибирского Комитета, оставаясь формально «при делах» Сибирского генерал-губернатора.
Вместе с тем, входя в состав личной канцелярии Сперанского, снова получившего ближайшее соприкосновение с Комиссией Составления Законов, Репинский оказался причастным деятельности и этого учреждения, непосредственного предшественника II Отделения Собственной Е. И. В. Канцелярии в деле кодификационных работ. В 1822 г., с разделением Главного Сибирского Управления на две части, Репинский, оставаясь откомандированным в делопроизводство Сибирского Комитета, был назначен в Канцелярию Главного Управления Восточной Сибири, но в том же году формально закреплен и за Сибирским Комитетом, будучи назначен столоначальником в его делопроизводстве. В Сибирском Комитете Репинский служил до самого закрытия Комитета. 22 августа 1826 г. произведен в коллежские асессоры.
В июле 1827 г. Репинский поступил на службу во II Отделение Собственной Е. И. В. Канцелярии и в связи с этим назначением покинул ведомство Главного Управления Восточной Сибири. С этого времени и до начала 1860-х годов служебная карьера Репинского была тесно связана с делом кодификации. Ко времени поступления во II Отделение низшие ступени служебной лестницы были Репинским уже пройдены. Щедро вознаграждавшаяся служба во II Отделении ускорила дальнейшее служебное продвижение Репинского. Получая каждый год по одной, а иногда и по нескольку наград (чином, орденом, деньгами), Репинский по окончании работ над составлением Свода Законов, в исторический для Свода день 29 января 1833 г., был награждён: чином коллежского советника; орденом св. Анны 2-й ст., украшенным Императорской короной; единовременной выдачей 10000 рублей.
Состоя во II Отделении «младшим помощником», Репинский являлся одним из деятельнейших рядовых работников в создании Полного Собрания и Свода Законов. На него возложена была подготовка следующих частей Свода Законов: общего учреждения министерств и некоторых частных учреждений; всех губернских учреждений; устава о предупреждении и пресечении преступлений; устава о содержащихся под стражей и о ссыльных. Кроме того, Репинский принимал участие и в окончательной проверке некоторых других частей Свода. Служба во II Отделении, руководимом Сперанским, способствовала, конечно, неизменной прочности как деловых, так и чисто личных отношений Репинского к последнему. Сперанский видел в Репинском «своего» человека, которому можно поручить не только служебные дела, но и хлопоты, связанные с переездом на новую квартиру.
Доброму отношению со стороны Сперанского Репинский отвечал чувством безграничной преданности. Всю свою жизнь он оставался верным стражем благоговейной памяти Сперанского: не только служебные заветы, но и все, что касалось личности Сперанского тщательно, любовно им оберегалось. После завершения работ над изданием Свода Законов Репинский продолжал принимать деятельное участие во всех кодификационных работах II Отделения, а также образовывавшихся при II Отделении Комитетов. При его участии и под его наблюдением производились работы по изданию Продолжений Свода Законов, работы по переделкам и новым изданиям Свода (в 1842 г. — новые издания I, II и IV томов; в 1857 г. — тех же трех томов и 2-й части VIII тома), наконец, подготовлялись новые части Свода (в 1848 г. Репинский принимал ближайшее участие в составлении всех Счетных уставов, в 1856 г. — Свода уставов об управлении духовных дел иностранных исповеданий).
Весьма близкое касательство имел Репинский и к работам состоявшего при II Отделении Рекрутского Комитета: членом Комитета он был назначен лишь в 1854 г., но до этого, с 1829 г. он был неизменным производителем дел Комитета. Через руки Репинского прошли, таким образом, все важнейшие законоположения о рекрутской повинности (в 1829 и 1830 годах подготовлялся общий Рекрутский Устав по началам долговой системы и очередного порядка, а в 1837 году и последующих — особенные Уставы о жеребьевом порядке). В 1834 г. Репинский исполнял обязанности производителя дел в Комитете, составленном из высших чинов Министерства Финансов, Внутренних Дел и Юстиции «для рассмотрения одного особого дела, тайне подлежавшего». В 1836 и 1837 г. он состоял производителем дел в комитете об устройстве столичной полиции. С 1833 по 1860 г. был юрисконсультом Государственного Заёмного Банка.
Получение Репинским очередных чинов, орденов и денежных наград производилось без всяких задержек. Ещё в 1834 г. он был назначен старшим чиновником по II Отделению, в 1837 г. — произведён в статские советники, в 1839 г. — ему пожалована аренда по 1000 pуб. в год на 12 лет. 12 апреля 1840 года он получил диплом на потомственное дворянское достоинство (Герб Репинского внесён в Часть 11 Общего гербовника дворянских родов Всероссийской империи, стр. 138), в 1841 г. — произведён в действительные статские советники.
В 1844 и 1845 г. Репинскому приходилось уже временно исполнять должность Начальника II Отделения, а в 1852 г., на время отъезда за границу Главноуправляющего II Отделения, графа Д. Н. Блудова, Репинскому доверены были и некоторые из функций последнего, а именно, производство сношений по текущим делам Отделения, заведование личным составом Отделения и его типографии. В 1854 г. Репинский был произведён в тайные советники, 30 августа 1856 г. ему Высочайше повелено было присутствовать в Правительствующем Сенате.

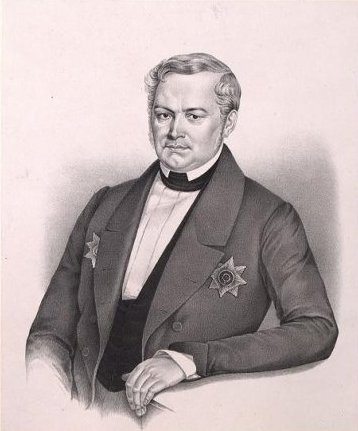
Литография XIX в.

Репинский был, однако, слишком тесно связан с работой II Отделения, чтобы сразу её прекратить; поэтому, одновременно с назначением его сенатором ему было повелено остаться на службе во II Отделении — «до окончания нового, третьего издания Свода Законов». В 1857 г. состоялось Высочайшее повеление «оставить сенатора Репинского при II Отделении Собственной Его Величества Канцелярии, без обязанности присутствовать в Правительствующем Сенате». В том же 1858 году Репинский был награждён орденом Белого Орла.
Между тем, подошла полоса новых веяний. Репинскому, перешедшему уже 60-летний возраст, после долгих лет службы в рядах прочного Николаевского чиновничества, вся новизна показалась чуждой и ненужной. В тех случаях, когда он получал формальное касательство к реформам, дальше чисто внешнего к ним отношения дело у него не шло. В апреле 1859 г. Репинский был назначен от II Отделения в образованную при Министерстве Внутренних Дел, под председательством H. А. Милютина, Комиссию о составлении проектов положений об уездном полицейском управлении и об учреждении для разбора недоумений и споров между помещиками и крестьянами.
Однако, уже в октябре того же 1859 г., в связи с поручением Милютинской Комиссии составления проекта преобразования губернских учреждений, Репинский представил Блудову ходатайство о замене его в Комиссии другим лицом; ссылался он на сердечную болезнь, мешающую ему ездить «в утомительные заседания Комиссии», но помимо болезни ощущал, по-видимому, и неизменную внутреннюю отчужденность от производившегося под руководством Милютина дела; не скрывая своего недоверия к новым веяниям, Репинский в той же записке Блудову писал: «Какую затевают перемену в губернском управлении, я ещё ничего не знаю, да едва ли знают что-нибудь положительно и те сами, которые затеяли её…» В ноябре 1859 г. Репинский был формально заменён в Комиссии Н. В. Калачовым.
Когда же волна либерализма докатилась до II Отделения, Репинский покинул и это учреждение, с которым его тесно связывали столь долгие годы добросовестной службы. 4-го апреля 1861 г. Репинский писал Блудову: «Ваше Сиятельство! Отовсюду слышу, что судьба увлекает Второе Отделение под новое начальство… Крайне смущенный этими вестями, решаюсь… утруждать Вас представляемою при сём формальною просьбою об увольнении меня от дел Отделения». «Новым начальством» для II Отделения явился барон М. А. Корф, назначенный Главноуправляющим Отделением 6-го декабря того же года; незадолго до этого назначения, 30-го ноября 1861 г., и состоялось формальное увольнение Репинского от занятий по II Отделению.
Репинский был привлечён и к работам «по преобразованию судебной части», но в истории этих работ не обеспечил себе сколько-нибудь прочной памяти. После освобождения от работ по II Отделению Репинский был назначен присутствовать во Втором Департаменте Сената (с 1-го января 1862 г.), но, видимо, в Сенате он чувствовал себя чужим человеком. 28 марта 1862 г. он был освобождён от присутствования в Сенате ввиду назначения в Комиссию для пересмотра Рекрутского Устава и согласования его с новыми условиями крестьянского быта. В октябре 1863 г. Репинский вернулся, к присутствованию во Втором Департаменте Сената, а в марте 1865 г. был освобождён, согласно желанию, от занятий по Комиссии о пересмотре Рекрутского Устава. 24-го декабря 1865 г. он был назначен Первоприсутствующим в 1-е Отделение Третьего Департамента Сената, от каковых обязанностей был, опять-таки по собственному о том ходатайству, освобождён 13-го апреля 1868 г. с назначением присутствовать в Общем Собрании первых трех Департаментов и Департамента Герольдии.
17 июля 1869 г. исполнилось пятидесятилетие службы Репинского в классных чинах: в этот день он получил от Государя рескрипт и орден Св. Александра Невского с алмазными украшениями. 1-го января 1872 г. Репинский получил последнюю награду: «за отлично ревностную службу» он был произведён в действительные тайные советники. Скончался Репинский 80-ти лет от роду.

## Семья
Репинский был женат на купеческой дочери Екатерине Фёдоровне Ильиной и имел четырёх сыновей (Михаила, Григория, Владимира и Александра) и дочь (Надежду, вышедшую замуж за камер-юнкера Тевяшева). Второй сын Репинского — Григорий Козьмич (1832—1906), был назначен сенатором 30 августа 1875 г.: таким образом около года сенаторами были и отец, и сын Репинские.